# Fehérgyűrűs galamb
A fehérgyűrűs galamb (Columba albitorques) a madarak osztályának galambalakúak (Columbiformes) rendjéhez és a galambfélék (Columbidae) családjához tartozó faj.

## Előfordulása
Afrikában Eritrea és Etiópia területén honos.

## Megjelenése
Tollazata kékesszürke, kivéve a csőre felett lévő fehér foltot és a tarkóján lévő fehér gyűrűt.